# Wistow (Yorkshire du Nord)
Pour les articles homonymes, voir Wistow.
Wistow est un village et une paroisse civile du Yorkshire du Nord, en Angleterre. Il est situé dans le sud du comté, à environ quatre kilomètres au nord de la ville de Selby. Au moment du recensement de 2011, il comptait 1 333 habitants et au recensement de 2021, elle comptait 1 335 habitants.
L'église du village est un monument classé de Grade I.

## Toponymie
Wistow dérive du vieil anglais wīc-stōw « lieu d'habitation ». Ce nom est attesté vers 1030 sous la forme Wicstow.